# Diocèse de Liverpool
Le diocèse de Liverpool est un diocèse anglican de la Province d'York qui s'étend sur le Merseyside au nord de la Mersey ainsi que sur le West Lancashire. Son siège est la cathédrale de Liverpool.
Il est créé en 1880 à partir du diocèse de Chester.
Le diocèse se divise en deux archidiaconés, à Liverpool même et à Warrington.